# Валтер ПП, ППК
Валтер ПП, Валтер ППК (на немски: Walther PP, Walther PPK) са немски самозарядни пистолети, разработени от фирмата Валтер. Модел ПП (на немски: Polizeipistole – полицейски пистолет) е пуснат в производство през 1929 г. През 1931 г. е създаден по-къс и лек вариант, който е наречен ППК (нем. Polizeipistole Kriminal – пистолет за криминалната полиция). Моделът ПП получва широко разпространение в Германия, като през 1939 г. серийното му производство започва и зад граница. С Валтер ПП са въоръжени и германски полувоенни формирования, но и големи количества са закупени от немската армия през Втората световна война, тъй като заради малкия си размер е изключително удобен за лично оръжие на танкисти и пилоти. По време на войната качеството му се снижава драстично и е премахнат индикаторът, сочещ наличие на патрон в патронника. След войната производството му е преустановено, но е подновено през 1950 година, в град Улм на Дунав. Произведените единици са за нуждите на полицията във ФРГ. Производството му започва и във Франция от фирмата Manurhin, която купува лиценза. Копия на ПП се произвеждат в Унгария, ГДР, Турция и др. През 60-те и 70-те години на американския пазар е пуснат моделът PPK/S, който съвместява рамата на ПП и ствола и затвора на ППК. Този модел е произвеждан по лиценз от компанията „Interarms“. След като през 1968 г. американското правителство ограничава вноса на малки пистолети производството му е започнато в САЩ по лиценз от компанията „Interarms“. Впоследствие лиценза е купен от Смит и Уесън.

## Конструкция
Първоначално ПП е разработен в калибър 7,65 мм; впоследствие се появяват модели, използващи патрон .22 LR и 9x17 мм (браунинг къс). Произведени са и неголямо количество пистолети в калибър 6,35 мм. ПП работи на принципа на свободния затвор, с открито петле и за първи път в самозаряден пистолет успешно прилага ударно-спусков механизъм с двойно действие. Притежава индикатор за наличие на патрон в патронника във вид на игла, която се показва навън в тилната част, бутон за прихващане на пълнителя отляво горе на ръкохватката, зад спусковата скоба, а не отзад на долната рамка, за пръв път поставен на затвора-кожух лостов предпазител, тип „дроп хамър“ („падащ чук“), който при завъртане (спускане) блокира възпламенителната игла и освобождава петлето да падне безопасно напред.

## Потребители
- Бангладеш
- Буркина Фасо
- Великобритания
- Гвиана
- ГДР
- Дания
- Индонезия
- Мавриций
- Мадагаскар
- Мали
- Нацистка Германия (първосъздател)
- Нигер
- Република Конго
- Румъния
- САЩ
- Сейшелски острови
- Сенегал
- Того
- Турция
- Унгария
- Франция
- Централноафриканска република
- Чад
- Швеция
- Южна Корея